# Wassergrund
Wassergrund ist ein Gemeindeteil des Ortsteils Taubenheim/Spree der Gemeinde Sohland an der Spree im Landkreis Bautzen.

## Lage
Wassergrund erstreckt sich auf dem entwaldeten Südabfall der Bieleboh-Bergkette im Lausitzer Bergland entlang des Wassergrundgrabens. Nordwestlich erheben sich die Kälbersteine (487 m), im Norden der Pickaer Berg (486 m) und das Hähnel (393 m), nordöstlich der Bundesberg (358 m) sowie im Südwesten der Wachtberg (368 m). Südlich des Ortskerns verläuft die Bundesstraße 98 zwischen Oppach und Sohland. Südlich der Bundesstraße sind sowohl auf Taubenheimer als auch Oppacher Flur Gewerbegebiete entstanden, dort ist u. a. die Oppacher Mineralquellen GmbH & Co. KG ansässig. Östlich von Wassergrund befinden sich das Freibad Oppach und die Sportanlagen des FSV Oppach.
| Schirgiswalde                | Picka, Lindenberg                           | Lindenberg         |
| Wendisch-Sohland, Ellersdorf | Kompassrose, die auf Nachbargemeinden zeigt | Lindenberg         |
| Neusorge                     | Taubenheim/Spree                            | Fuchs, Katermautze |

Der Ortsteil besteht aus den Straßen Wassergrundring, Sohlander Straße, Brunnenstraße und Birkenhügel.

## Geschichte
Wassergrund wurde 1779 durch den Besitzer der Taubenheimer Rittergüter, Karl Heinrich von Zezschwitz auf den Fluren des Gutes Obertaubenheim gegründet. Jeder der 20 Siedler erhielt drei Scheffel Feld- und Wiesenland. Die neuen Siedler waren Söhne von Taubenheimer Bauern, die der Grundherr damit im Ort halten konnte. 1785 standen im Wassergrund bereits 27 Häuser.
1830 wurde südlich des Dörfchens die Chaussee von Wendisch-Sohland nach Oppach angelegt. An deren Kreuzungsbereich mit der Straße von Taubenheim nach Lindenberg entstanden ein Chausseehaus sowie weitere Wohnhäuser und eine Ziegelei.
Zu Beginn der 1990er entstand südöstlich des Dorfes auf der Gemarkung von Oppach das Gewerbegebiet Wassergrund. 1993 nahmen dort die Oppacher Mineralquellen ihre neue Abfüllanlage in Betrieb. Seit den 2000er Jahren wurde das Gewerbegebiet auf Taubenheimer Flur erweitert.
Wassergrund gehörte immer zur Gemeinde Taubenheim und wurde 1994 mit dieser nach Sohland eingemeindet.
Die Öffentliche Verwaltung oblag im Kurfürstentum Sachsen ab 1777 dem Bautzener Kreis, im Königreich Sachsen ab 1843 dem Landgerichtsbezirk Bautzen, ab 1856 dem Gerichtsamt Neusalza und ab 1875 (nach der Deutschen Reichsgründung) der Amtshauptmannschaft Löbau. In der Deutschen Demokratischen Republik gehörte der Ort ab 1952 zum Kreis Bautzen im Bezirk Dresden. Seit der Deutschen Wiedervereinigung liegt er im Landkreis Bautzen (1994–2008), der am 1. August 2008 als Landkreis Bautzen neu formiert wurde.

## Ortsbild
Wassergrund besteht aus zwei Häuslerzeilen, die sich beiderseits an den Rändern einer vom Wassergrundgraben durchflossenen weiten Wiesenmulde mit dem Steinteich hinziehen.
Vier Häuser haben Umgebinde. Aus der Gründungszeit des Ortes stammt beim Haus Nr. 275 eine Fachwerkscheune mit Krüppelwalm und vorkragendem Dach. Am Grundstück Wassergrundring 48 befindet sich eine gnomonisch nicht exakte Sonnenuhr aus Marmor; sie wurde 1979 anlässlich der 200-Jahr-Feier des Dorfes angebracht.